# LLDP
Das LLDP (Link Layer Discovery Protocol) ist ein herstellerunabhängiges Layer-2-Protokoll,
das nach der IEEE-802.1AB-Norm definiert ist und die Möglichkeit bietet, Informationen zwischen Nachbargeräten auszutauschen.
Auf jedem Gerät, das LLDP unterstützt, arbeitet ein LLDP-Software-Agent, der in periodischen Abständen Informationen über sich selbst versendet und ständig Informationen von Nachbargeräten empfängt. Dies geschieht völlig unabhängig voneinander, und deshalb wird das LLDP ein „Ein-Weg-Protokoll“ genannt, das keine Kommunikation zu anderen Geräten aufbaut.
Die über die  LLDP-DUs (Data Units) empfangenen Informationen werden auf jedem Gerät lokal in einer Datenstruktur, der Management Information Base (MIB), abgelegt. Auf  diese Informationen kann dann wiederum mittels SNMP zugegriffen werden. LLDP-Messages werden in einem Layer-2-Frame (OSI) an die Multicast-MAC-Adresse „01:80:C2:00:00:0E“ mit dem Ethertype „88-CC“ versendet.
Die LLDPDU besteht aus TLVs (Type-Length-Value). Jede TLV hat einen Typ (type) und je nach Daten (value) die entsprechende Länge (length).

## Anwendung im Bereich Voice over IP
LLDP-MED (Link Layer Discovery Protocol - Media Endpoint Devices) ist eine Erweiterung des LLDP, entwickelt von TIA (Standard ANSI/TIA-1057), um die Interoperabilität von VoIP-Endgeräten mit anderen Geräten im Netzwerk zu unterstützen. In erster Linie wird LLDP-MED von Switches verwendet, um automatisch IP-Telefone zu erkennen.
LLDP-MED bietet u. a. folgende Funktionen:
- Automatische Erkennung von Netzwerkrichtlinien (z. B. Einstellungen für VLAN, QoS-Einstellungen, wie Layer-2-Priorität und DiffServ) für Plug-and-Play-Netzwerke.
- Erkennung des Gerätestandorts, um bei IP-Telefonie Notruf-Dienste zu ermöglichen.
- Erweitertes und automatisiertes Energiemanagement von Power-over-Ethernet-Endgeräten.
- Bestandsverwaltung von Netzwerkgeräten.